# Carla Harryman
Carla Harryman (n. 11 ianuarie 1952, Orange, California, SUA) este o poetă, eseistă și dramaturgă americană adesea asociată cu poeții limbajului . Ea predă scrierea creativă la Eastern Michigan University și lucrează la facultatea de masterat a Școlii de Arte Milton Avery din Bard College. Este căsătorită cu poetul Barrett Watten. 

## Viața și munca
Născut în Orange, California , Harryman a studiat la Universitatea din California, Santa Barbara⁠(d) și la Universitatea de Stat din San Francisco⁠(d). În 1979, ea a cofondat Teatrul Poeților din San Francisco, care a pus în scenă numeroase piese experimentale, inclusiv al treilea om și alte piese. 
Harryman a primit premiul Foundation for Contemporary Arts Grants to Artists (2004) și alte granturi și premii de la Fund for Poetry, Opera America Next Stage Grant (cu compozitorul Erling Wold), Alexander Gerbode Foundation și NEA Consortium Playwrights Commission, printre altele. 
Opera lui Harryman este cunoscută pentru poezie, performanță și proză care perturbă genul. Pe lângă munca ei și colaborările interdisciplinare, ea a scris numeroase eseuri și scrieri experimentale despre scrierea femeilor inovatoare contemporane și performanța experimentală centrată pe limbaj și a coeditat o carte dedicată lucrării lui Kathy Acker.